# Anna Elendt
Anna Charlott Darcel Elendt (Dreieich, 4 de septiembre de 2001) es una deportista alemana que compite en natación, especialista en el estilo braza.
Ganó dos medallas en el Campeonato Mundial de Natación, en los años 2022 y 2025, y una medalla de bronce en el Campeonato Mundial de Natación en Piscina Corta de 2022.

## Palmarés internacional
| Campeonato Mundial                  | Campeonato Mundial    | Campeonato Mundial | Campeonato Mundial |
| Año                                 | Lugar                 | Medalla            | Prueba             |
| ----------------------------------- | --------------------- | ------------------ | ------------------ |
| 2022                                | Budapest (Hungría)    | Medalla de plata   | 100 m braza        |
| 2025                                | Singapur (Singapur)   | Medalla de oro     | 100 m braza        |
| Campeonato Mundial en Piscina Corta |                       |                    |                    |
| Año                                 | Lugar                 | Medalla            | Prueba             |
| 2022                                | Melbourne (Australia) | Medalla de bronce  | 100 m braza        |